# Königstein (Westerhausen)
Der Königstein im nördlichen Harzvorland ist eine 189 m ü. NHN hohe Erhebung bei Westerhausen im Landkreis Harz in Sachsen-Anhalt. Er ist durch seine Felsformationen aus Sandstein, die Kamelfelsen, bekannt.

## Geographische Lage
Der Königstein liegt im nördlichen Harzvorland im Naturpark Harz/Sachsen-Anhalt. Er erhebt sich nördlich von Westerhausen (östlicher Ortsteil von Thale) und nördlich der Kreisstraße 2358 (Westerhausen–Börnecke). Nachbarberg im Nordwesten ist der 178,1 m hohe Jätchenberg. In Richtung Osten fällt die Landschaft über den von Börnecke kommenden Börnecker Graben (Börnigergraben) und den durch Westerhausen fließenden Mühlengraben zum Zapfenbach ab. Nördlich beider Erhebungen verläuft die Bundesautobahn 36.

## Landschaftsbild
Der Königstein hat die Form eines in Nordwest-Südost-Richtung verlaufenden Rückens, der nach Nordosten relativ steil, nach Südwesten aber deutlich flacher abfällt. Er ist großteils von Laubwald bewachsen. Am Südhang des Königsteines wird Wein angebaut, es handelt sich um das nördlichste Weingut im Anbaugebiet Saale-Unstrut. Der Kammbereich wird von den auffälligen Kamelfelsen dominiert, deren Name sich von ihrer Form herleitet: Sie sollen, von Süden oder Norden betrachtet, an zwei liegende Kamele erinnern.

## Kamelfelsen
Die Kamelfelsen bestehen aus verhärtetem Sandstein, der jedoch auch sehr weiche und brüchige Passagen aufweist. Diese Felsformationen entstanden wie auch die nahe Teufelsmauer durch die Entstehung des Bruchschollengebirges Harz und die daraus resultierenden Bodenverschiebungen im nördlichen Harzvorland. Wie bei der Teufelsmauer handelt es sich beim Königstein um eine Schichtrippe aus der Unterkreide. Als geologische Besonderheit wurde der Teufelstein bereits 1932 erstmals unter Schutz gestellt, seit 1997 ist er als „flächenhaftes Naturdenkmal“ eingetragen. An den Kamelfelsen gibt es mehrere Kletterrouten bis zum Schwierigkeitsgrad VIIIb (Sächsische Skala).

## Geschichte
Der Königstein wurde vermutlich bereits in der Steinzeit als Kultstätte genutzt. Hier sollen germanische Sonnwendfeiern stattgefunden haben,. Die sog. „Sonnenscheiben“ am Felsen – kreisrunde in den Fels geschnittene Formen von ca. 1 m Durchmesser und größer, welche im unteren nördlichen Bereich des Felsens verteilt sind – stellen Zeugnisse der historischen Mühlsteingewinnung dar. Auch in unmittelbarer Umgebung gibt es mehrere archäologische Fundstätten. Die letzten bedeutenden Funde wurden beim Bau der B6n gemacht, die in unmittelbarer Nähe vorbeiführt.